# Klasztor Urszulanek w Montbrison
Klasztor Urszulanek w Montbrison – wzniesiony w 1629 roku. Od 2020 roku posiada status inscription au titre des monuments historiques. Obecnie mieści się tu szkoła Victor-de-Laprade College.

## Lokalizacja
Kościół zlokalizowany jest przy 12 Rue du Collège, w miejscowości Montbrison, w departamencie Loara, w regionie Owernia-Rodan-Alpy.

## Historia
Radni miasta Montbrison od początku XVII wieku starali się o otwarcie szkoły dla dziewcząt. Wybór padł na zgromadzenie Urszulanek. Dzięki darowiźnie rodziny Chappuis de Villette Urszulanki w 1629 roku osiedliły się w mieście. Marie Chappuis de Villette w wieku 18 lat została przełożoną nowego domu a jej darowizna pozwoliła na budowę klasztoru położonego u podnóża wzgórza zamkowego (zmarła w wieku 21 lat i jest pochowana w kaplicy klasztoru.). Zespół budynków obejmuje kościół, zabudowania otaczające klasztor, budynki gospodarcze, ogrody i tarasy. Wykopaliska odsłoniły lokalizację nieistniejących zabudowań. W 1735 roku, po pożarze, który strawił budynek przy rue du Collège, został on odbudowany, z tego okresu pochodzą monumentalne drzwi i dach. W 1755 r. zawaliły się spichlerze, zostały szybko odbudowane, bo służyły jako ogrodzenie klasztoru. 
W 1793 roku zabudowania klasztorne zostały skonfiskowane jako własność państwowa przeszły na własność gminy, przeznaczono je na koszary żandarmerii. W 1804 roku gmina chciała przenieść żandarmerię do dawnego klasztoru Sióstr Klarysek, aby Urszulanki mogły pełnić funkcję kolegium. 15 czerwca 1807 roku dekretem cesarskim w budynku została umieszczona szkoła średnia. Przeprowadzono remont; placówkę otwarto w kwietniu 1808 roku. W 1815 r. rada miejska ogłosiła jej zamknięcie, gdyż budynek znajdował się w zniszczyły silne wiatry. Druga próba otwarcia miała miejsce w latach 1818–1821. 
W 1824 r. dzięki porozumieniu gminy i diecezją lyońską utworzono seminarium duchowne. Prace konserwatorskie powierzono architektowi E. Trabucco. Od 1840 roku dobudowano skrzydło południowo–wschodnie, odrestaurowano trzy empory krużganka i kaplicę. W 1867 r. Remontet sporządził plany i dokumentację przebudowy, jaką należy przeprowadzić, aby odpowiedzieć na rosnącą liczbę studentów. Prace obejmują częściową rozbiórkę jednego z budynków i wybudowanie nowego z jaśniejszymi i bardziej przestronnymi salami lekcyjnymi, montaż dużych schodów prowadzących do akademików, przebudowę głównego dziedzińca i dobudowę galerii przy kaplicy, wykonanie zadaszonego przejścia umożliwiającego dostęp do nowych tarasów, montaż zewnętrznej klatki schodowej w celu połączenia tarasów. Od 1887 roku pod kierunkiem Alphonse'a Sacheta nowe prace podjął i przeprowadził mistrz murarski Depoux. Przeprowadzono renowację krużganka i kaplicy, rozbudowę refektarza, remont dachów, okien, sal lekcyjnych, internatów i mieszkań. Wraz z ustawą o zgromadzeniach i o rozdziale Kościoła od państwa, niższe seminarium duchowne zmieniło formę prawną, pozwala mu to pozostać w budynkach miejskich. Przyjęto nazwę Instytucja Victor-de-Laprade. W czasie I wojny światowej budynki zarekwirowano na szpital wojskowy. W 1929 roku gmina wystawiła na sprzedaż budynki, które w 1930 roku zakupiła spółka nieruchomościowa. W tym roku przeprowadzono kolejny remont pomieszczeń i odrestaurowano kaplicę. W czasie II wojny światowej placówka pełniła funkcję ośrodka przyjęć, a następnie szpitala zapasowego. Po wojnie seminarium wznowiło działalność. Instytucja Victor-de-Laprade rozszerzyła się, kupując w 1952 roku dawny Hôtel de la Noérie zwany Maison des Périchons. W 1971 roku placówka zamknęła seminarium duchowne i liceum, pozostawiając jedynie prywatny Collège Victor-de-Laprade. W czwartym kwartale XX w. przeprowadzono istotne prace zabezpieczające, m.in. zamontowano schody przeciwpożarowe.

## Opis
Budynki wzniesiono z piaskowca. Zespół budynków wybudowano na zboczu wzniesienia, co wymusiło postawienie ścian oporowych do budowy tarasowych dziedzińców i kilku podziemnych kondygnacji do wzniesienia budynków. Budynek tworzą cztery budynki (A, B, D, E), rozmieszczone na rzucie regularnym wokół zamkniętego dziedzińca oraz dwa budynki prostokątne (C, F) ustawione prostopadle do budynku B. Z wyjątkiem budynków E i F reszta wybudowana została na stosunkowo równym terenie. Budynki A, B, C, D mają kilka kondygnacji piwnicznych. Elewacje są otynkowane, z wyjątkiem tylnej elewacji budynku D, wykonanej z gruzu średnio gatunkowego piaskowca i obrobionych kamiennych narożników. Budynek A, przykryty jest dachem dwuspadowym i czterospadowym, użyta została dachówka płaską i łupek, natomiast budynki B, D, E, F mają dachy dwuspadowe pokryte płaską dachówką. Budynki zachowały regularne elewacje przęsłowe z przęsłami odcinkowymi, z wyjątkiem tylnej elewacji budynku D, przeprutej przęsłami półkolistymi, które rozciągają się na dwóch poziomach oraz dużymi przęsłami łukowymi odcinkowymi na 3 poziomie. Przęsła budynków C i F są prostokątne. 
Bryła budynku A obejmuje parter, piętro, i poddasze zwieńczone dodatkowo gzymsem. Budynek posiada wewnętrzne kręcone schody. Piętro jest częściowo sklepione kolebkowo oraz żebrowo. Wejście na piętro przykrywają dwa kolejne sklepienia krzyżowe. 
Budynek B tworzą dwie kondygnacje piwniczne, podniesiony parter i kwadratowe piętro. Klatka schodowa zapewnia  dostęp do budynków C i D. 
Budynek C zabudowany jest na poziomie piwnicy, podwyższonego parteru, poprzedzonego prostą klatką schodową równoległą do elewacji, trzech kondygnacji oraz dodatkowo poddasza. 
Budynek D posiada dwie kondygnacje piwniczne, podniesiony parter, oraz dwa piętra. W podwyższonym parterze znajduje się korytarz przejściowy prowadzący na dziedzińce i do piwnic budynku D, do których można dotrzeć zewnętrzną, murowaną klatką schodową. 
Obydwa dziedzińce tarasowe łączy symetryczna izolowana murowana klatka schodowa. 
Budynek F posiada parter i dwie kondygnacje na elewacji przedniej i tylnej, boczna ściana szczytowa jest ślepa.